# Lodovico Altieri
Lodovico Altieri (Rome, 17 juli 1805 – Albano, 11 augustus 1867) was een Italiaans kardinaal van de Katholieke Kerk.

## Biografie
Lodovico was de zoon van Paluzzo Altieri en Maria Anna di Sassonia. Op 28-jarige leeftijd werd hij tot priester gewijd, waarna hij als kamerheer in dienst trad bij paus Leo XII.
Onder paus Gregorius XVI werd Lodovico gekozen tot titulair aartsbisschop van Efese, waarna hij op 18 juli 1836 benoemd werd tot nuntius van Oostenrijk. Tegelijkertijd werd hij benoemd tot bisschop-troonassistent van Zijne Heiligheid, een eretitel verleend door de paus die het recht gaf om zich tijdens pontificale plechtigheden in de buurt van de pauselijke troon te bevinden.
Tijdens het consistorie van 14 december 1840 werd Lodovico door Gregorius XVI in pectore tot kardinaal-priester gecreëerd. De publicatie volgde pas op 21 april 1845 waarbij hem de titeldiakonie Santa Maria in Campitelli werd toegewezen, die voor deze benoeming tot titelkerk werd verheven.
Aan het einde van de ballingschap van paus Pius IX in Gaeta (1848-1850) was Lodovico een van de drie kardinalen die in de periode juli 1849-april 1850 het voorlopig bestuur van Rome uitoefenden in aanloop naar de terugkeer van Pius IX naar Rome. Ook na deze periode zou Lodovico actief blijven binnen het bestuur van de Kerk; zo was hij voorzitter van de financiële raad.
Op 17 december 1860 werd Lodovico gewijd tot kardinaal-bisschop van het suburbicair bisdom Albano. Hierop volgde zijn benoemingen tot prefect van de Congregatie van de Index en tot aartspriester van de Sint-Jan van Lateranen.
Zijn inzet voor de zieken en stervenden tijdens de cholera-epidemie van 1867 resulteerde erin, dat hijzelf besmet raakte waardoor hij op 11 augustus 1867 te Albano overleed.